# اسکوتر و موتورسیکلت برقی

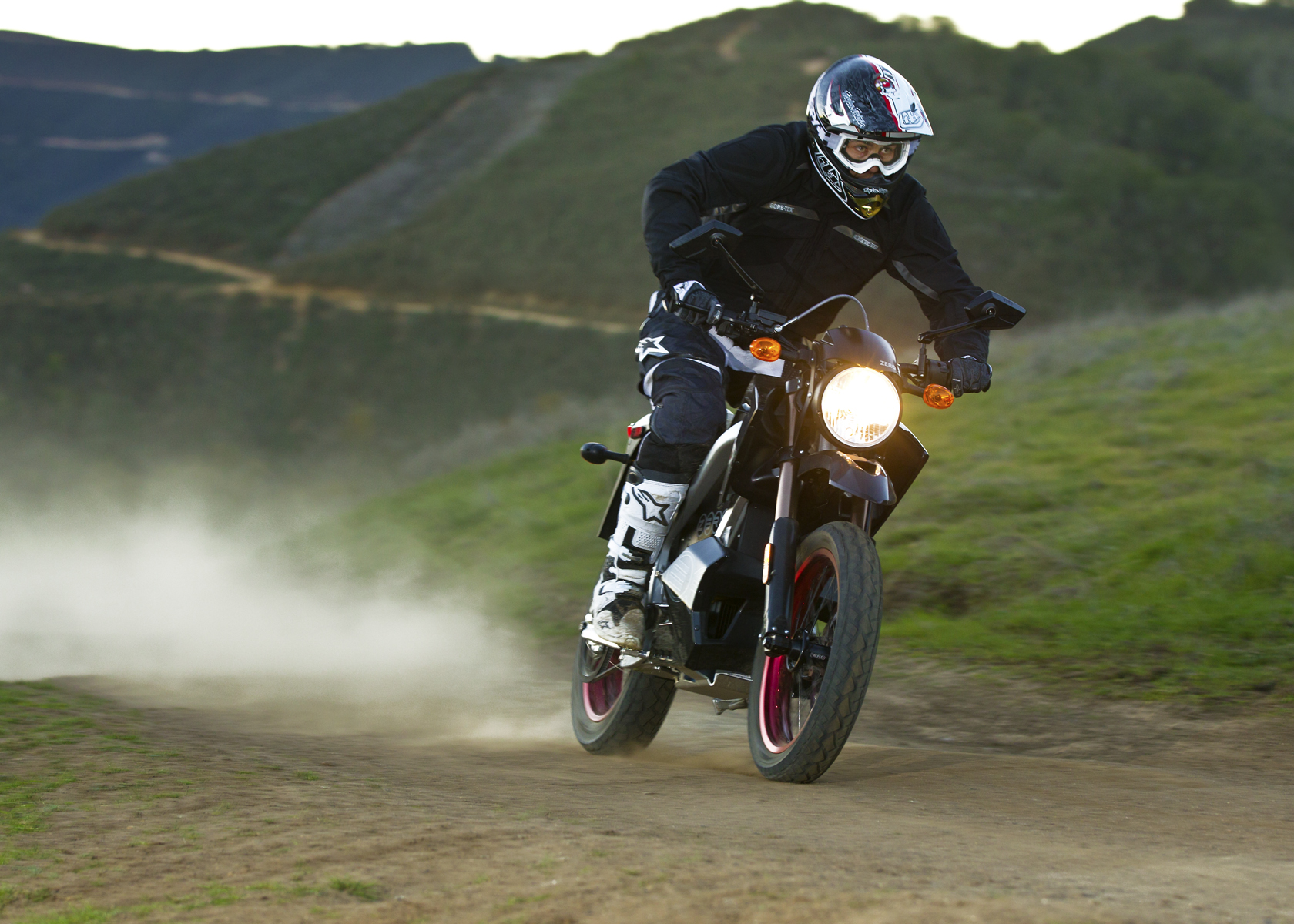
Zero DS (موتورسیکلت)

موتورسیکلت و اسکوتر برقی، وسایل نقلیه پلاگ‌این الکتریکی با دو یا سه چرخ هستند. برق بر روی یک صفحه در یک باتری قابل شارژ ذخیره می‌شود که یک یا چند موتور الکتریکی را راه می‌اندازد. 
موتور این وسایل از گونه براشلس می‌باشد و اکنون برترین شرکت‌های تولیدکننده این گونه موتورها بوش آلمان و شرکت تسلای آمریکا می‌باشد. 

## تاریخچه
تاریخچه اولیه موتورسیکلت های الکتریکی تا حدودی نامشخص است. در ۱۹ سپتامبر ۱۸۹۵، یک درخواست ثبت اختراع برای یک «دوچرخه الکتریکی» توسط اوگدن بولتون جونیور از کانتون اوهایو واصل شد.  در 8 نوامبر همان سال، یکی دیگر از درخواست ثبت اختراع برای "دوچرخه الکتریکی" توسط Hosea W. Libbey از بوستون واصل شد. 
در نمایشگاه چرخه استنلی در سال ۱۸۹۶ در لندن انگلستان، تولیدکننده دوچرخه هامبر یک دوچرخه پشت سر هم الکتریکی به نمایش گذاشتند. موتوری که توسط بانکی از باتری های ذخیره سازی تغذیه می شد و جلوی چرخ عقب قرار می گرفت. کنترل سرعت توسط مقاومتی بود که در سراسر دسته ها قرار داده شده بود. این دوچرخه برقی عمدتاً برای استفاده از مسیر مسابقه در نظر گرفته شده بود.
در اکتبر ۱۹۱۱ پاپیولر مکانیکس به معرفی موتورسیکلت الکتریکی جدیدی پرداخت. او ادعا می کرد که این موتورسیکلت برقی برد ۷۵ مایل (۱۲۱ کیلومتر) تا ۱۰۰ مایل (۱۶۰ کیلومتر) به ازای هر بار شارژ دارد. این موتورسیکلت دارای یک کنترل کننده سه سرعته بود که سرعت آن ۴ مایل (۶٫۴ کیلومتر)، ۱۵ مایل (۲۴ کیلومتر) و ۳۵ مایل (۵۶ کیلومتر) در ساعت بود. 
در سال ۱۹۱۹ Ransomes, Sims & Jefferies یک موتورسیکلت الکتریکی نمونه اولیه ساختند که در آن باتری ها زیر صندلی موتور نصب شده بودند. با اینکه موتور برای استفاده از جاده به ثبت رسیده بود، اما هرگز از مرحله آزمایشی جلوتر نرفت.
در سال ۱۹۳۶ برادران لیملت یک شرکت موتورسیکلت الکتریکی به نام (Société pour l’étude et la Construction de Véhicules Electriques or Company for research and manufacture of electric vehicles) برای تحقیق و ساخت خودروهای الکتریکی در بروکسل تأسیس کردند. آن ها در دوران اشغال آلمان با اجازه خود به تولید ادامه دادند. به دلیل جیره بندی سوخت، درجه ای از موفقیت را پیدا کردند. اما پس از جنگ به مدل های معمولی روی آورند. مدل های الکتریکی تا سال ۱۹۴۸ در دسترس باقی ماندند.
در طول جنگ جهانی دوم که با جیره بندی سوخت در ایالات متحده مجبور شده بود، مرل ویلیامز از لانگ بیچ، کالیفرنیا یک موتورسیکلت الکتریکی دو چرخ اختراع کرد که یک تریلر تک چرخ را حوله می کرد. به دلیل محبوبیت این خودرو، ویلیامز شروع به ساخت بیشتر چنین خودروهایی در گاراژ خود کرد. در سال ۱۹۴۶ منجر به تشکیل شرکت بازاریسر (شرکت پارکار کنونی) شد.

### 1950 تا 1980میلادی
در سال ۱۹۶۷ کارل کردش که برای یونیون کاربید کار می کرد، یک موتورسیکلت الکتریکی هیبریدی با باتری نیکل–کادمیوم تولید کرد که بعدها با یک پیل سوختی هیدرازین جایگزین شد و به آن برد ۲۰۰ مایل (۳۲۰ کیلومتر) در هر گالن و سرعت بالای ۲۵ مایل در ساعت (۴۰ کیلومتر در ساعت) داد.
در همان سال یک موتورسیکلت الکتریکی نمونه اولیه به نام پاپوز توسط شرکت ایندین موتور به رهبری فلوید کلیمر ساخته شد.
در سال ۱۹۷۴ شرکت آورانتیک کورپ که یک تولیدکننده کوچک در کالیفرنیا بود، موتورسیکلت کوچکی به نام شارژر تولید کرد. این محدوده ۳۰ مایل در ساعت (۴۸ کیلومتر در ساعت) و برد ۵۰ مایلی (۸۰ کیلومتر) با شارژ کامل داشت.
در اوایل دهه ۱۹۷۰ مایک کوربین یک موتورسیکلت الکتریکی رفت و آمد خیابانی-قانونی به نام کوربین الکتریک ساخت. بعدها در سال ۱۹۷۴ کوربین با سوار شدن بر موتورسیکلتی به نام نقره سریع، رکورد جهانی سرعت موتورسیکلت الکتریکی را در ۱۶۵٫۳۸۷ مایل در ساعت (۲۶۶٫۱۶۵ کیلومتر بر ساعت) ثبت کرد. این موتورسیکلت از یک موتور استارت الکتریکی ۲۴ ولت از یک هواپیمای جنگنده داگلاس ای-۴بی استفاده کرد. کوربین در سال ۱۹۷۵ یک موتورسیکلت خیابانی نمونه اولیه با باتری به نام دوچرخه شهر ساخت. این موتورسیکلت از باتری ساخت یاردنی الکتریک استفاده می کرد. 
در ژوئن ۱۹۷۵ اولین مسابقه سالانه خودروهای جایگزین در کوه واشنگتن، نیوهمپشایر برگزار شد. این رویداد توسط چارلز مک آرتور، طرفدار محیط زیست ایجاد و ترویج شد. در ۱۷ ژوئن موتورسیکلت کوربین مسیر سربالایی ۸ مایل (۱۳ کیلومتر) را در ۲۶ دقیقه به پایان رساند.

### 1980s تا 2000s

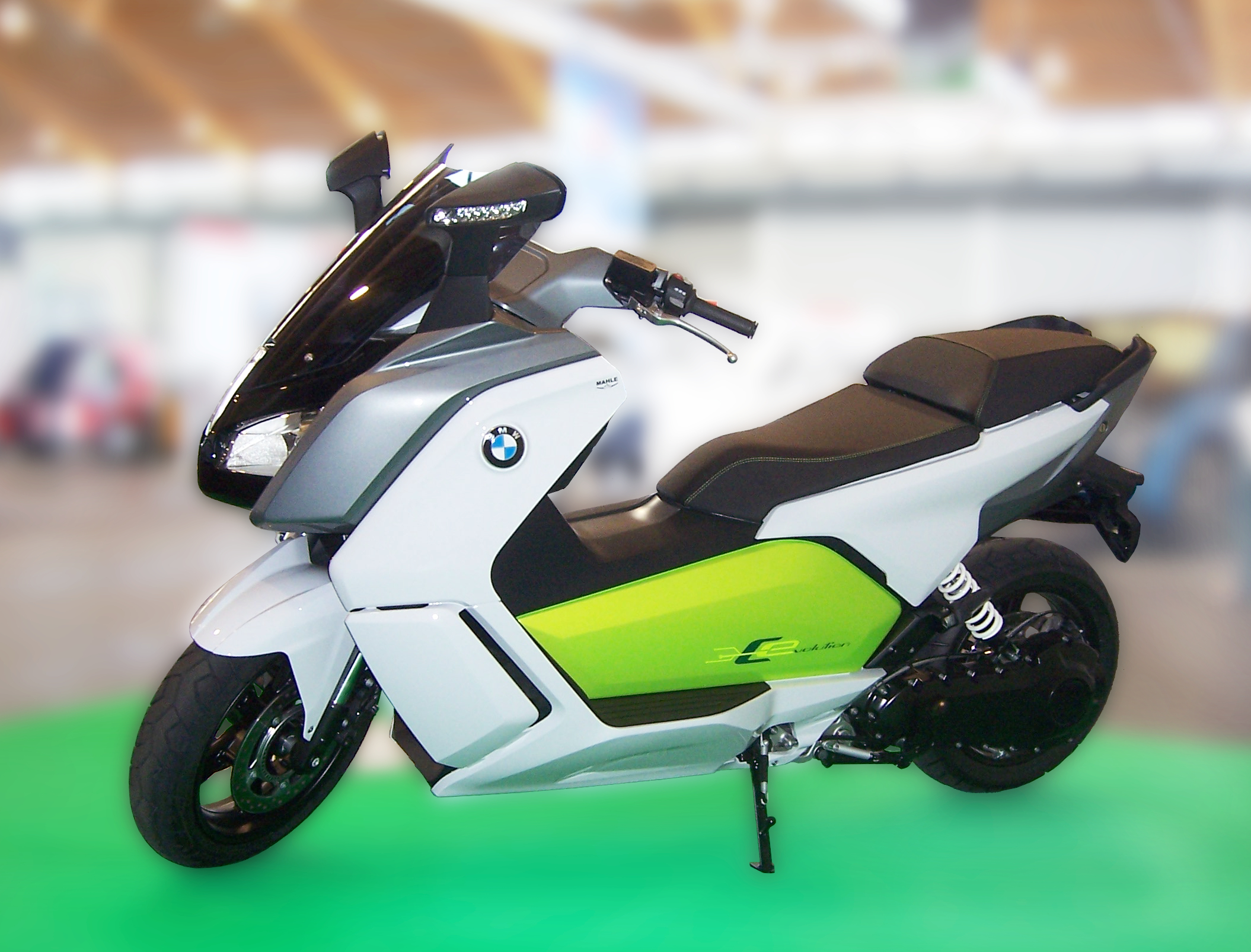
BMW C evolution

در سال ۱۹۸۸، Ed Rannberg که مهندسی Eyeball را تأسیس کرد، موتور سیکلت دراگ الکتریکی خود را در بونویل آزمایش کرد.  در سال 1992، شماره ژانویه Cycle World حمل مقاله ای در مورد دوچرخه Ed Rannberg به نام KawaSHOCKI صحبت کرد. این موتور برقی می تواند یک چهارم مایل (0.25 مایل (400 متر)) در 11-12 ثانیه کامل طی کند.
در سال ۱۹۹۵ شرکت الکتریک موتورسیکلت توسط اسکات کرونک و ریک ویسمن در سانتا روزا، کالیفرنیا تأسیس شد. در سال ۱۹۹۶ EMB Lectra توسط شرکت الکتریک موتورسیکلت ساخته شد که از یک موتور رلوکتانسی متغیر استفاده می کرد.  سرعت بالایی در حدود ۴۵ مایل در ساعت (۷۲ کیلومتر بر ساعت) و برد ۳۵ مایل (۵۶ کیلومتر) داشت. حدود ۱۰۰ مورد از این ها ساخته شده است. 

در سال ۱۹۹۶ اولین اسکوتر الکتریکی تولید انبوه به نام پژو اسکوترالک منتشر شد. از باتری های نیکل-کادمیوم و برد ۴۰ کیلومتر (۲۵ مایل) استفاده می کرد.

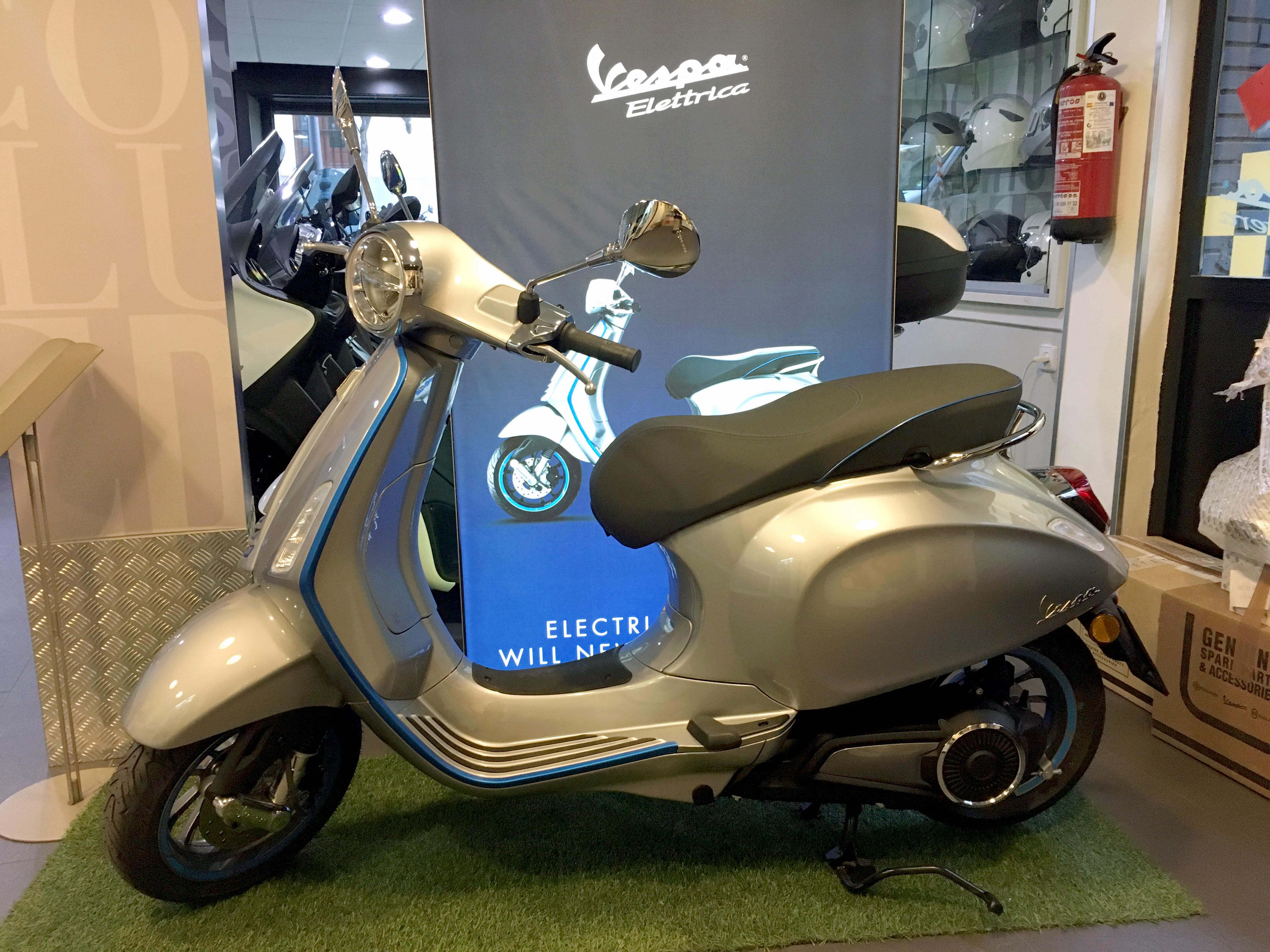
اسکوتر وسپا Elettrica